# Северодонецкая ТЭЦ
Северодонецкая ТЭЦ — предприятие энергетики в городе Северодонецк Луганской области, одна из крупнейших на Украине теплоэлектроцентралей. Предназначена для тепло- и электроснабжения города Северодонецка и гиганта химической промышленностиУкраины — Северодонецкого объединения «Азот».
Дымовая труба № 4 высотой 240 метров — одна из высочайших на Украине.
29 июня 2022 года была разрушена в ходе нападения на Украину.

## Общие сведения
Подготовительные работы по сооружению ТЭЦ начаты 25 марта 1952 года.
Первый энергоблок мощностью 80 МВт был введен в эксплуатацию 28 декабря 1952 года, второй — 23 декабря 1960 года, третий энергоблок мощностью 130 МВт — 2 сентября 1970 г. Четыре водогрейных котла были введены с 1977 по 1979 гг.
По генеральному плану развития предусматривается строительство двух блоков мощностью 150/200 МВт и двух водогрейных котлов КВГМ-180. С увеличением мощности ТЭЦ будет покрывать потребность г. Северодонецка в тепле более чем на 98 %.

## Описание
Проектная мощность первой очереди ТЭЦ составляет:
- тепловая — 600 ГКал/час,
- электрическая — 260 МВт.

Основное оборудование:
- два блока с котлом ТГМЕ-464 и паровой турбиной Т-110/120—130 общей тепловой мощностью 350 ГКал/час и электрической — 220 МВт в теплофикационном режиме и 240 МВт в конденсационном;
- один блок с котлом ТГМП-344 А и паровой турбиной Т-250/300—240 тепловой мощностью — 350 ГКал/час и электрической — 250 МВт в теплофикационном режиме и 305 МВт в конденсационном;
- четыре водогрейных котла типа ПТВМ-180 производительностью по 180 ГКал/час каждый.